# Longitarsus melanocephalus
Longitarsus melanocephalus är en skalbaggsart som först beskrevs av De Geer 1775.  Longitarsus melanocephalus ingår i släktet Longitarsus, och familjen bladbaggar. Arten är reproducerande i Sverige.

## Bildgalleri

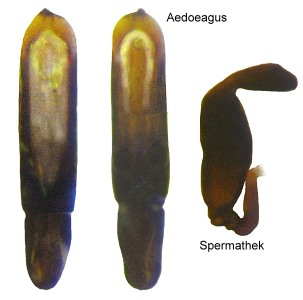